# Джефферсон де Олівейра Галван
Джефферсон де Олівейра Галван (порт. Jefferson de Oliveira Galvão, нар. 2 січня 1983, Сан-Вісенті) — бразильський футболіст, воротар клубу «Ботафого».

## Клубна кар'єра
Народився 2 січня 1983 року в місті Сан-Вісенті. Вихованець футбольної школи клубу «Крузейру». Дорослу футбольну кар'єру розпочав 2000 року в основній команді того ж клубу, в якій провів три сезони, взявши участь у 28 матчах чемпіонату, проте закріпитися в основній команды не зумів.
Протягом 2004–2005 років на правах оренди захищав кольори «Ботафого».
Своєю грою за останню команду привернув увагу представників тренерського штабу «Трабзонспора», до складу якого приєднався 2005 року. Відіграв за команду з Трабзона наступні три сезони своєї ігрової кар'єри, проте основним голкіпером команди так і не став.
Протягом 2008–2009 років захищав кольори команди клубу «Коньяспора».
До складу клубу «Ботафогу» приєднався 2009 року. Наразі встиг відіграти за команду з Ріо-де-Жанейро 201 матч в національному чемпіонаті. 13 травня 2016 року в матчі кубка Бразилії проти «Жуазейренсе» воротар отримав важку травму: частковий розрив сухожилля трицепса, через що пропустив весь сезон чемпіонату Бразилії.

## Виступи за збірні
Протягом 2001–2003 років залучався до складу молодіжної збірної Бразилії, разом з якою брав участь у молодіжному чемпіонаті світу 2003 року, на якому разом з командою виграв золоті медалі. Всього на молодіжному рівні зіграв у 4 офіційних матчах, пропустив 2 голи.
2003 року захищав кольори олімпійської збірної Бразилії. У складі цієї команди провів 1 матч.
14 вересня 2011 року дебютував в офіційних матчах у складі національної збірної Бразилії на Суперкласіко де лас Амерікас. 
У складі збірної був учасником розіграшу Кубка Америки 2011 року в Аргентині та розіграшу Кубка конфедерацій 2013 року у Бразилії, на якому став переможцем турніру.
Наразі провів у формі головної команди країни 22 матчі.

## Титули і досягнення

### Клубні
- Трофей Ріо: 2010, 2012, 2013, 2018
- Кубок Гуанабара: 2010, 2013, 2015
- Ліга Каріока: 2010, 2013

### Збірна
- Молодіжний чемпіон світу: 2003
- Переможець Суперкласіко де лас Амерікас: 2011, 2012, 2014
- Переможець Кубка конфедерацій: 2013